# Café Guarany (Oporto)

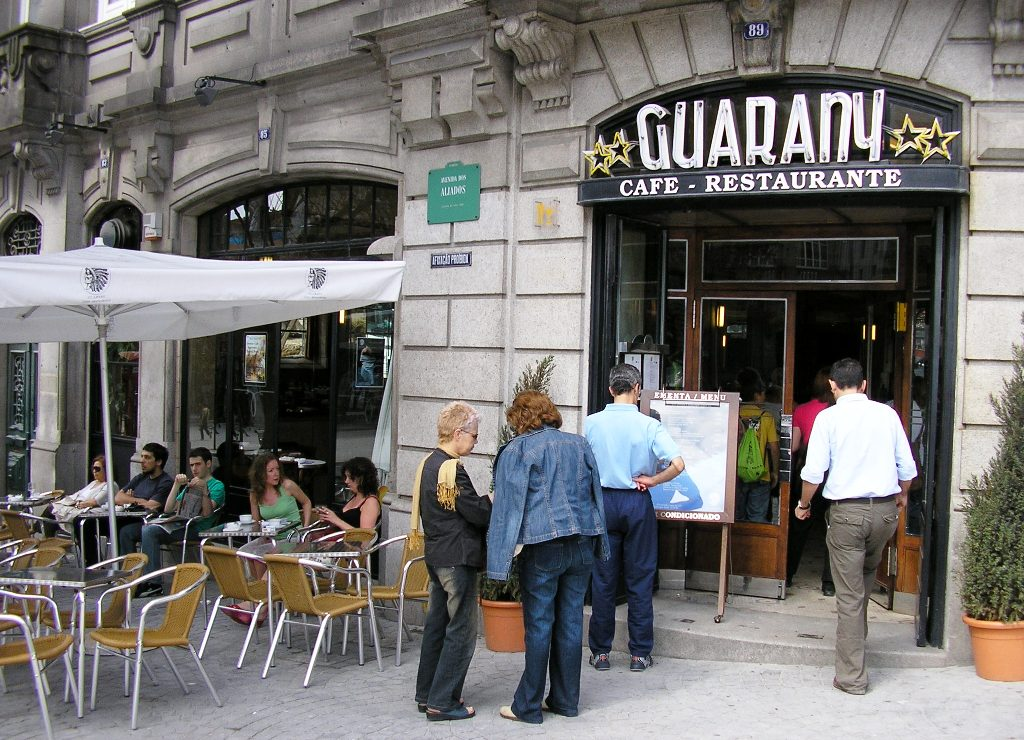
El Café Guarany en la Avenida dos Aliados de Oporto.

El Café Guarany es un famoso establecimiento de hostelería (restaurante y café) situado en la Avenida dos Aliados, de Oporto (Portugal).
También conocido como "el café de los músicos", el Guarany fue inaugurado el 29 de enero de 1933 según un proyecto del arquitecto Rogério Azevedo y con decoración de Henrique Moreira.
Fue totalmente restaurado en el año 2003. Desde entonces, en una de sus paredes cuelgan cuadros de la artista Graça Morais (Os senhores da Amazónia).